# Élie (évêque de Tibériade)
Pour les articles homonymes, voir Élie (homonymie).
Élie est un clerc d'origine française qui fut chancelier du royaume de Jérusalem de 1136 jusqu'en 1143 puis évêque de Tibériade de 1144 jusqu'à sa mort.

## Biographie
Élie entra à la chancellerie du royaume de Jérusalem après l'accession de Foulques V d'Anjou au trône en 1131, aussi il est possible qu'il soit originaire d'Anjou. Élie exerça d'abord la fonction de notaire auprès d'un chancelier nommé Francon, qui n'était toutefois que nominalement à la tête de la chancellerie, car Élie rédigea toutes les chartes du roi Foulques, même si c'était Francon qui les signait. En 1136, Élie fut promu chancelier. Sa nomination à cette fonction suggère qu'il était un proche du roi. Aux côtés d'autres conseillers du roi comme Guy Ier Brisebarre, seigneur de Beyrouth, et Guillaume de Messines, patriarche latin de Jérusalem, Élie assista au concile d'Antioche de 1140, qui vit la déposition du patriarche latin d'Antioche, Raoul de Domfront.
Le roi Foulques mourut en 1143 et sa veuve, la reine Mélisende, prit le pouvoir. Mélisende remplaça rapidement les hommes de son mari dans les fonctions du royaume par les siens. En 1144, Élie fut nommé évêque de Tibériade, dont il fut le premier évêque latin. Le siège était à l'origine orthodoxe oriental et était suffragant de l'archevêque de Nazareth. Cette accession à l'épiscopat pourrait être une manœuvre orchestrée par la reine afin de le destituer d'une fonction qu'elle comptait confier à un homme qui lui était fidèle. La chancellerie du royaume avait, depuis sa création, été une étape d'ascension ecclésiastique, et Élie n'aurait pu refuser cette promotion.